# Klubi Sportiv Lushnja
El Klubi Sportiv Lushnja es un club de fútbol albanés de la ciudad de Lushnjë, Condado de Fier. Fue fundado en 1926 y se desempeña en la Kategoria e Parë, segunda categoría del fútbol albanés.

## Historia
Fue fundado en 1927. En 1945 cambiaron el nombre a KS Traktori Lushnja y en 1950 a SK Lushnja. En 1951 lo hicieron a Puna Lushnja, y en 1958 regresaron a KS Traktori Lushnja. En 1991 el equipo fue finalmente nombrado KS Lushnja.
En 1996, Mario Kempes fue técnico del club.
En la temporada 2007/08, el Lushnja ascendió a la Kategoria Superiore, máxima división del fútbol de Albania.

## Uniforme
- Uniforme titular: Camiseta verde, pantalón verde, medias verde.
- Uniforme alternativo: Camiseta amarilla, pantalón amarilla, medias amarilla.

## Entrenadores
- Mario Kempes 1996
- Sulejman Demollari 2007-2008

## Palmarés
- Kategoria e Parë: 1

2012/13